# كانتيلو
كانتيلو هي بلدية تقع في مقاطعة فاريزي في منطقة لومبارديا الإيطالية ، وتقع على بعد حوالي 45 كيلومتر (28 ميل) شمال غرب ميلانو وحوالي 4 كيلومتر (2 ميل) شرق فاريزي ، على الحدود مع سويسرا . وفي 31 كانون الأول/ ديسمبر 2004 ، بلغ عدد سكانها 4409 نسمة ومساحتها 9.1 كيلومتر مربع (3.5 ميل2) . 
بلدية كانتيلو تحتوي على فرازيوني (تقسيمات فرعية ، وخاصة القرى والنجوع) غاغيولو وليغورنو.
تحد كانتيلوالبلديات التالية: أرسيسات, كاغنو, كليفيو, مالنيت, روديرو, ستابيو (سويسرا), فاريزي, فيغيو.

## روابط خارجية
- www.comune.cantello.va.it